# NGC 1340
NGC 1340 (ook wel NGC 1344) is een elliptisch sterrenstelsel in het sterrenbeeld Oven. Het hemelobject werd in oktober 1790 ontdekt door de Duits-Britse astronoom William Herschel. NGC 1340 maakt deel uit van de kleine Fornaxcluster, die 58 sterrenstelsels bevat.

## Synoniemen
- NGC 1344
- PGC 12923
- ESO 418-5
- MCG -5-9-5
- AM 0326-311